# Нюайе-д’Они
Нюайе́-д’Они (фр. Nuaillé-d’Aunis) — коммуна во Франции, находится в регионе Пуату — Шаранта. Департамент коммуны — Шаранта Приморская. Входит в состав кантона Курсон. Округ коммуны — Ла-Рошель.
Код INSEE коммуны — 17267.

## Население
Население коммуны на 2010 год составляло 1076 человек.
| 1962 | 1968 | 1975 | 1982 | 1990 | 1999 | 2010 |
| ---- | ---- | ---- | ---- | ---- | ---- | ---- |
| 495  | 515  | 515  | 518  | 550  | 631  | 1076 |